# West Somerset
West Somerset es un distrito no metropolitano del condado de Somerset (Inglaterra). Tiene una superficie de 725,35 km². Según el censo de 2001, West Somerset estaba habitado por 35 075 personas y su densidad de población era de 48,36 hab/km².